# Yehudi Menuhin
Yehudi Menuhin, Baron Menuhin of Stoke d'Abernon (22. dubna 1916, New York, USA – 12. března 1999, Berlín, Německo) byl v USA narozený houslový virtuos a dirigent, který strávil většinu svého života ve Spojeném království. V roce 1970 se stal občanem Švýcarska, v roce 1985 občanem Spojeného království.

## Život
Narodil se v židovské rodině. Oba rodiče milovali hudbu, otec Mosche hrál na housle a matka Maruscha byla obstojná klavíristka. Na housle začal Menuhin hrát ve věku čtyř let pod vedením Sigmunda Ankera. Již v šesti letech poprvé vystoupil na koncertu Pacific Musical Society. V roce 1921 se stal studentem Louise Persingera. Ve studiu houslové hry pokračoval krátce (pouze jedna lekce) u belgického houslisty Eugèna Ysaÿe a později u George Enesca, rumunského skladatele a houslisty.
Ve věku 12 let vystoupil v Berlíně pod taktovkou dirigenta Bruno Waltera hned ve třech technicky náročných koncertech, kde hrál skladby J. S. Bacha, L. van Beethovena a Johannese Brahmse. Albert Einstein po tomto vystoupení prohlásil: „Vím, že bůh na nebi je.“[zdroj?] Bruno Walter po mnoha letech konstatoval: „Ještě dnes vím, jak Yehudi hrál. Byl dítě a přece už muž a velký umělec. Podivuhodné nebylo, že hudbu technicky ovládal, nýbrž že ji také opanoval duchovně.“[zdroj?]
V této době také začal s nahráváním. Mezi významné nahrávky předválečné éry patří především Elgarův koncert pro HMV v Londýně, který osobně dirigoval skladatel, dále některé nahrávky se sestrou Hephzibah Menuhin a také houslové koncerty J. S. Bacha se svým učitelem Enescem. Během 2. světové války pořádal koncerty pro vojáky v lazaretech a vojenských táborech.
Po válce podnikl mimo jiné také turné pro červený kříž. Začal také nahrávat s dirigentem Wilhelmem Furtwanglerem, který byl kritizován za své postoje v období nacistické zvůle. Menuhin však dirigenta obhajoval a tvrdil, že pomohl v tomto období mnoha židovským hudebníkům. V roce 1965 byl jmenován čestným rytířem (Řád britského impéria). Ve stejném roce mu věnoval houslový koncert Malcolm Williamson. V roce 1969 byl zvolen prezidentem mezinárodní hudební rady UNESCO. V této pozici pronesl o dva roky později v Moskvě projev, který vyvolal velký rozruch. Kritizoval v něm totiž tehdejší kulturní poměry v Sovětském svazu.
V roce 1983 založil mezinárodní soutěž pro mladé houslisty. Velkou část svého života věnoval také pedagogické činnosti. Mezi jeho nejslavnější žáky patří mimo jiné Nigel Kennedy.
Během své houslové kariéry vystupoval po celém světě a vystupoval s mnoha umělci zvučného jména. Jeho nahrávací smlouva s firmou EMI trvala 70 let. Neobyčejné jsou jeho nahrávky s Glennem Gouldem, Ravi Shankarem či Stephanem Grappellim. Poslední nahrávku uskutečnil ve věku 82 let v roce 1999. Kromě houslové hry se věnoval také meditaci a józe a byl vegetarián.

## Vyznamenání
- velkodůstojník Řádu čestné legie (Francie, 1986)
- rytíř Národního řádu za zásluhy (Francie, 1997)
- velkokříž Záslužného řádu Spolkové republiky Německo (Německo, 1997)
- velkokříž Řádu svatého Jakuba od meče (Portugalsko, 15. května 1998)[2]
- rytíř-komandér Řádu britského impéria (Spojené království, 1965) – v době svého jmenování byl občanem USA a tak jeho rytířství bylo pouze čestné a nemohl používat titul Sir, lordem se stal až v roce 1993[3][4]
- Řád za zásluhy (Spojené království, 25. února 1987)[5]

## Filmy
- 1979 - The Music of Man (televizní seriál)